# Hurley (Dél-Dakota)
Hurley város az Amerikai Egyesült Államok Dél-Dakota államában, Turner megyében. Lakosainak száma 379 fő (2020. április 1.).

## Népesség
A település népességének változása:

| 2010 | 415 |
| 2020 | 379 |